# Иродион Патраски
Иродион је био епископ Патре и један од седамдесет апостола.
Био је сродник апостола Павла. Поздравите, пише Павле Римљанима, Иродиона рођака мојега (16, 11). Много је пострадао Иродион од јудејаца као епископ неопатрски: били су га штаповима по глави, камењем су га ударали по устима и боли га ножевима. И када су га оставили као мртва, устао је свети Иродион и продужио служити апостолима. У Риму је помагао апостолу Петру, и посечен је са многим другим хришћанима онога истога дана када је и Петар распет.
Православна црква га слави 8. априла по јулијанском, а 21. априла по грегоријанском календару.